# Potok Wielki (gromada w powiecie janowskim)
Potok Wielki – dawna gromada, czyli najmniejsza jednostka podziału terytorialnego Polskiej Rzeczypospolitej Ludowej w latach 1954–1972.
Gromady, z gromadzkimi radami narodowymi (GRN) jako organami władzy najniższego stopnia na wsi, funkcjonowały od reformy reorganizującej administrację wiejską przeprowadzonej jesienią 1954 do momentu ich zniesienia z dniem 1 stycznia 1973, tym samym wypierając organizację gminną w latach 1954–1972.
Gromadę Potok Wielki z siedzibą GRN w Potoku Wielkim utworzono – jako jedną z 8759 gromad na obszarze Polski – w powiecie kraśnickim w woj. lubelskim na mocy uchwały nr 10 WRN w Lublinie z dnia 5 października 1954. W skład jednostki weszły obszary dotychczasowych gromad Potok Wielki kol., Radwanówka, Potok Wielki wieś, Wola Potocka i Zarajec ze zniesionej gminy Potok w tymże powiecie. Dla gromady ustalono 25 członków gromadzkiej rady narodowej.
1 stycznia 1956 gromada weszła w skład reaktywowanego powiatu janowskiego w tymże województwie.
1 stycznia 1958 do gromady Potok Wielki włączono obszar zniesionej gromady Potok Stany, włączonej do powiatu janowskiego z powiatu kraśnickiego tego samego dnia.
Gromada przetrwała do końca 1972 roku, czyli do kolejnej reformy gminnej. 1 stycznia 1973 – tym razem w powiecie janowskim – reaktywowano gminę Potok Wielki.